# Краскооттиск
Краскооттиск или краско-оттиск (кр/отт) является единицей измерения количества печати для цветных изданий.

## Учётная единица краскоттиска
За учётную единицу краскооттиска принято каждое соприкосновение бумажного листа форматом 60×90 см с печатной формой. Видимо, по аналогии с условным печатным листом, учётная единица краскооттиска называется условным краскооттиском и сокращенно обозначается «усл. кр. отт.».
Оттиски, отпечатанные на бумаге других форматов, приводятся к учётной единице краскооттиска путём умножения их количества на коэффициент, равный отношению площади листа данного формата к площади листа формата 60×90 см.

## Расчёт общего количества
Общее количество краскооттисков в издании (Хкр/отт) определяется умножением объёма в условных печатных листах на тираж издания и на среднюю красочность:
```
       N
кр/отт
 = N
усл.п.л.
 * Т * K
ср
,
```

где Т — тираж издания.
Красочность печатного листа — это количество красок, которые использованы при его печати, а средняя красочность — это отношение суммы красочности по всем печатным листам к их количеству. Например, если в издании 15 печатных листов, 6 из них отпечатаны одной краской, 5 — двумя красками и 4 — тремя красками, то средняя красочность такого издания будет:
{\displaystyle {\frac {6\times 1+5\times 2+4\times 3}{15}}\approx 1,87}
По крайней мере с начала 1980-х годов количество условных краскооттисков (усл. кр. отт.) в советских и позднее — в российских (в начале 1990-х годов) книгах указывалось в выпускных данных книги. При этом указывалось не общее их число на весь тираж, а только на одну книгу, очевидно, оно может быть получено по той же формуле, принимая Т=1. В случае, если книга отпечатана одной краской, число условных краскооттисков в ней будет равным числу условных печатных листов.